# Exochus flexus
Exochus flexus là một loài tò vò trong họ Ichneumonidae.